# 菲利普·森德罗斯
菲利普·西尔万·森德罗斯（法語：Philippe Sylvain Senderos，發音：[fiˈlip sɑ̃dɛˈʁos]；1985年2月14日—）出生於瑞士日内瓦，具有西班牙及塞尔维亚血統，是一名職業足球運動員，司職中堅，現時經已退役。

## 職業生涯

### 球會
早年
辛達路斯出身於瑞士球隊塞尔维特的青年軍，由於父親是西班牙人而母親是塞爾維亞人，又在瑞士出生，辛達路斯可以選擇為該三國的國家隊效力，最終辛達路斯代表瑞士出賽，更曾在15歲以上的國家隊每一個級別中出賽。
2002年辛達路斯以隊長身份帶領瑞士U-17在丹麥出戰歐洲少年足球錦標賽，分組賽3戰3勝首名出線，八強淘汰賽3-0擊敗格鲁吉亚，準決賽同樣以3-0淘汰英格蘭（擁有在陣），決賽0-0賽和法國，十二碼4-2獲勝奪得冠軍，辛達路斯的表現受到歐洲各地富豪球會包括拜仁慕尼黑、利物浦及曼聯的垂青。
阿仙奴
辛達路斯在2002年12月簽約加盟阿仙奴，但留效塞維特到翌年夏季，轉會費據報為250萬英鎊。
辛達路斯在季前弄傷背部，加盟首季沒有機會上陣。直到2004年10月27日才在聯賽盃對曼城首次代表阿仙奴出戰。於2004/05年球季辛達路斯在13場聯賽中披甲上場，另獲機在歐聯對拜仁慕尼黑作處子演出。
在2005年當蘇金寶因傷休戰時，辛達路斯獲機長期出任正選，但蘇金寶傷癒後取回正選席位。2005年足總盃決賽對曼聯，辛達路斯正選上陣，加時後仍然0-0平手，十二碼阿仙奴5-4獲勝。
2005/06年球季展開，蘇金寶因小腿受傷再次缺陣，辛達路斯與高路·托尼合作鎮守中路。2005年8月7日在球季揭幕戰社區盾對車路士，杜奧巴梅開二度協助車路士2-1獲勝，杜奧巴的第二球於57分鍾強行沖破辛達路斯的攔截然後射入，是這名科特迪瓦前鋒以後多次在與辛達路斯對賽佔得便宜的首次。10月15日辛達路斯在作客對時先開紀錄，是加盟阿仙奴後首個入球，但最後仍輸1-2。阿仙奴在2004/05年歐聯的走勢強勁，自分組賽2-1擊敗後10場比賽保持不失球，晉級決賽，於2006年5月17日在巴黎法蘭西體育場決戰，但辛達路斯在較早前聯賽對時受傷，無緣列陣決賽，雖然取代辛達路斯的蘇金寶先開紀錄，但早段已10人應戰的阿仙奴最終負1-2。
2006年夏季，辛達路斯獲分配穿著前阿仙奴隊長的6號球衣，但因世界盃所受的肩傷而無法在季初上陣，直到10月4日才初次為預備隊上陣。11月29日作客對富咸於下半場領得第二面黃牌而被逐離場，結果1-2，阿仙奴40年來首次負於富咸。2007年2月3日作客米杜士堡，下半場辛達路斯拉跌單刀的耶古保，直接被罰紅牌離場兼輸十二碼。2月24日聯賽盃決賽對車路士，杜奧巴再次在與辛達路斯對陣中梅開二度，車路士2-1獲勝。
2007/08年球季的開始不大順利，先在8月25日對曼城賽前熱身受傷退出比賽，繼而在9月2日對樸茨茅夫，下半場剛開始即因與單刀的輕微碰撞而直接紅牌被罰離場。但沒有影響辛達路斯的比賽信心，10月7日主場對新特蘭時射入一球協助球隊3-2獲勝重回聯賽榜首。2008年2月11日對布力般流浪，辛達路斯在開賽後僅4分鐘即頭球先開紀錄，賽後更獲選為該場比賽的「最佳球員」。
接連外借
2008年8月27日辛達路斯獲外借到意甲AC米蘭一整個球季，最初受到傷患困擾，最終仍取得15次上陣紀錄。借用期滿後返回阿仙奴，於新球季仍然不獲重用，上半季僅在兩場英格蘭聯賽盃被派上陣，在球隊簽入重返的蘇金寶後，辛達路斯表示希望離隊爭取更多上陣機會，於2010年1月23日獲外借到另一支英超球隊愛華頓直到球季結束，期間僅取得3次上陣。
富咸
2010年6月8日在世界盃舉行前夕，辛達路斯轉投富咸，簽約三年。在世界盃僅上陣半場便因傷缺席餘下賽事後，再因腳趾受傷退出國家隊週中對奧地利的友賽，辛達路斯留在倫敦隨同富咸操練，於8月11日不幸跟腱撕裂，需前往芬蘭接受接駁手術，預計養傷長達6個月。
巴伦西亚
2014年1月31日，富咸宣佈辛達路斯轉投西甲巴伦西亚。
阿士東維拉
2014年6月5日，辛達路斯由西甲巴伦西亚免費轉投英超阿士東維拉，合約為期兩年。
2016年1月29日，和蘇黎世草蜢簽約6個月。

### 國家隊

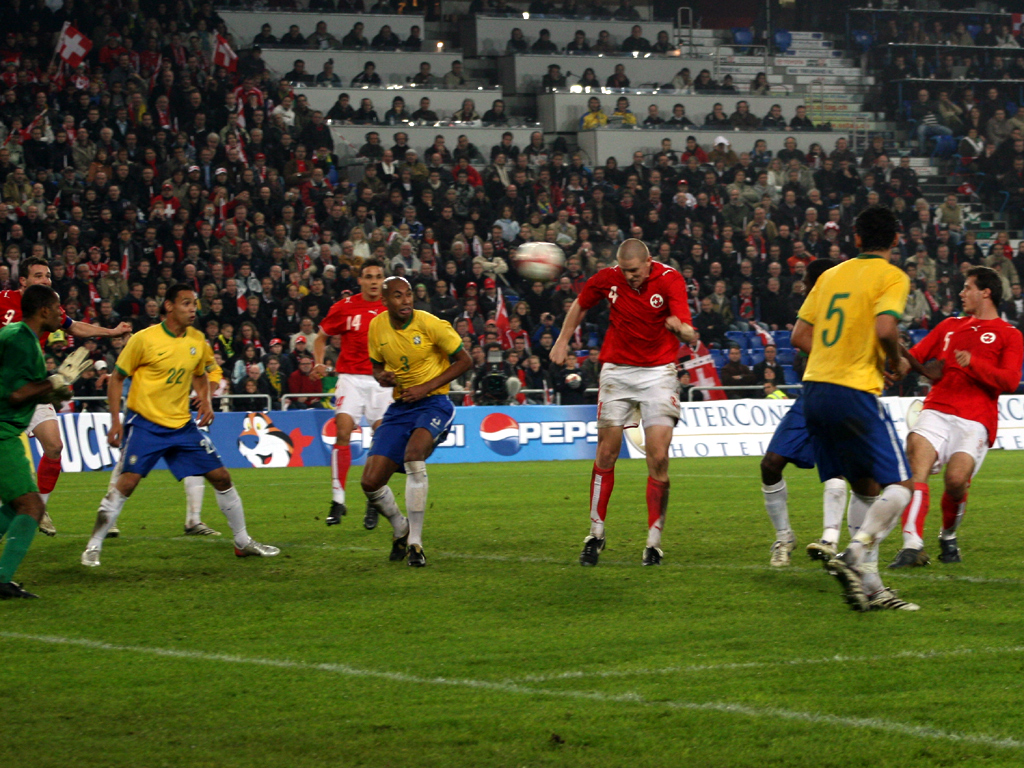
辛達路斯代表瑞士迎戰巴西

辛達路斯在2005年3月26日在巴黎首次成為瑞士大國腳，在2006年世界盃外圍賽以0-0賽和法國，辛達路斯其後協助瑞士僅以得失球差壓倒以色列取得小組第二名，在附加賽兩回合累計4-4與土耳其賽成平手，以作客入球優惠獲得德國世界盃決賽週的入場劵。
辛達路斯獲選加入瑞士的世界盃決賽週名單，在3場分組賽中伙拍（Patrick Müller）鎮守中路，3戰2勝1和不敗不失球力壓曾在外圍賽同組的法國，以小組首名出線。在分組賽最後一場對南韓，辛達路斯為瑞士在22分鐘先開紀錄時撞破鼻子，最終更在比賽中拉傷肩膀韌帶，提早結束世界盃餘下的比賽。而瑞士亦在十六強淘汰賽階段加時0-0，十二碼0-3不敵烏克蘭，整項比賽在正常比賽時間及加時不失一球下出局。

## 私人生活
辛達路斯懂得說6種語言，包括英語、法語、西班牙語、德語、意大利語及葡萄牙語，在接受《觀察家報》（The Observer）訪問時，辛達路斯曾透露如明天就結束足球員事業，他可以擔任聯繫的工作。在阿仙奴有如聯合國的陣容內，辛達路斯成為新來而不懂英語隊友的導師，包括及塞斯克·法布雷加斯，法比加斯更與辛達路斯住在一起。
辛達路斯的兄弟朱利安（Julien Senderos）是瑞士國家籃球隊成員之一。

## 榮譽
效力阿仙奴期間
- 冠軍
  - 英格蘭足總盃：2005年
- 亞軍
  - 歐洲聯賽冠軍盃：2006年
  - 英格蘭聯賽盃：2007年
  - 英格蘭社區盾：2005年

## 註腳
1. ↑  .   [2008-04-14]. （原始内容存档于2016-03-07）.
2. ↑  .   [2008-04-14]. （原始内容存档于2016-03-07）.
3. ↑  .   [2008-04-14]. （原始内容存档于2010-01-16）.
4. ↑  .   [2008-04-14]. （原始内容存档于2016-03-07）.
5. ↑  .   [2008-04-14]. （原始内容存档于2016-03-10）.
6. ↑  .   [2008-04-14]. （原始内容存档于2012-02-29）.
7. ↑  .   [2008-04-14]. （原始内容存档于2016-03-07）.
8. ↑  .   [2008-04-14]. （原始内容存档于2021-04-27）.
9. ↑  .   [2008-04-14]. （原始内容存档于2016-03-07）.
10. ↑  .   [2008-04-14]. （原始内容存档于2021-03-09）.
11. ↑  .   [2008-04-14]. （原始内容存档于2017-09-02）.
12. ↑  .   [2008-04-14]. （原始内容存档于2021-01-26）.
13. ↑  .   [2008-04-14]. （原始内容存档于2016-03-07）.
14. ↑  .   [2008-04-14]. （原始内容存档于2018-10-14）.
15. ↑  .   [2008-04-14]. （原始内容存档于2016-05-31）.
16. ↑  .   [2008-04-14]. （原始内容存档于2007-11-07）.
17. ↑  .   [2008-04-14]. （原始内容存档于2021-03-09）.
18. ↑  .   [2008-04-14]. （原始内容存档于2020-11-18）.
19. ↑  .   [2008-04-14]. （原始内容存档于2020-10-17）.
20. ↑  .   [2008-04-14]. （原始内容存档于2019-09-06）.
21. ↑  . arsenal.com. 2008-08-27  [2010-01-24]. （原始内容存档于2008-08-30） （英语）.
22. ↑  . BBC Sport. 2010-01-12  [2010-01-24]. （原始内容存档于2019-04-29） （英语）.
23. ↑  . BBC Sport. 2010-01-23  [2010-01-24]. （原始内容存档于2010-01-28） （英语）.
24. ↑  . BBC Sport. 2010-06-08  [2010-06-09]. （原始内容存档于2020-01-17） （英语）.
25. ↑  . BBC Sport. 2010-08-11  [2010-08-12]. （原始内容存档于2016-03-07） （英语）.
26. ↑  . Fulham Football Club. 2014-01-31  [2015-01-17]. （原始内容存档于2020-11-12） （英语）.
27. ↑  . BBC Sport. 2014-06-05  [2015-01-17]. （原始内容存档于2015-09-24） （英语）.
28. ↑  . Associated Press (ESPN.com). 29 January 2016  [29 January 2016]. （原始内容存档于2020-06-09）.
29. ↑  .   [2008-04-14]. （原始内容存档于2011-01-26）.
30. ↑  .   [2008-04-14]. （原始内容存档于2018-06-12）.
31. ↑  .   [2008-04-14]. （原始内容存档于2021-05-04）.
32. ↑  Anna Kessel. . 《觀察家報》. 2005年4月17日  [2007-02-28]. （原始内容存档于2008-01-03）.
33. ↑  .   [2008-04-14]. （原始内容存档于2012-10-24）.
34. ↑  .   [2008-04-14]. （原始内容存档于2008-03-10）.

## 外部連結
- PhilippeSenderos.com 辛達路斯個人官方網站 （页面存档备份，存于）
- 足球数据库：菲利普·森德罗斯的球员统计数据
- 英超聯官網簡介
- 阿仙奴官網簡介
- 4thegame.com 簡介